# Дистанція колії
Дистанція колії або колійна частина (КЧ) — дистанція залізниці, структурний підрозділ, основним завданням якого є поточне утримання колії, земляного полотна, штучних та інших споруд і пристроїв колійного господарства у робочому стані для забезпечення безпечного і безперебійного руху поїздів.
У системі Укрзалізниці вищою щодо дистанції колії структурною одиницею є відділення залізниці, нижчою — ділянка дистанції колії. Так, у складі Південно-Західної залізниці існує 17 дистанцій колії — Київська, Дарницька, Ніжинська,Чернігівська, Конотопська, Фастівська, Козятинська, Вінницька, Жмеринська, Хмельницька, Шепетівська, Коростенська,Житомирська, Хутор-Михайлівська, Овручська, Сновська, Старокостянтинівська. Посадова особа, відповідальна за організацію утримання колії на дистанції, — начальник дистанції колії.
До складу дистанції колії входить кілька околодків (зазвичай близько 10-12 шт.) та цех рейкової дефектоскопії. Околодки очолюють дорожні майстри (ПД), у підпорядкуванні яких кілька бригад (відділень) на чолі з дорожнім бригадиром (ПДБ). Начальник дільниці керує 2-4 дорожніми майстрами. Цехом дефектоскопії керує майстер дефектоскопії (ПЧД)
У начальника дистанції колії кілька заступників: заст. з поточного утримання (ПЧЗ), заст. з капітальних робіт (ПЧЗкап) — в деяких дистанціях немає такої посади, головний інженер (ПЧГ), заст. по штучним спорудам (ПЧЗІ), начальник дільниці діагностика (ПЧУД) та майстер дефектоскопії (ПЧД).
ПЧЗШ керує мостовим(и) майстром(ами) (ПДМ), тунельним майстром (ПДТ), якщо він є, і майстром по земляному полотну, якщо він теж є. На деяких дистанціях заступників по ІССО немає, його обов'язки виконує головний інженер. Так само є механічні майстерні на чолі з головним механіком (ПЧГмех).
До складу апарату управління дистанції входить: технічний відділ, відділ кадрів, бухгалтерія, економіст, інженер з нормування праці та інженер з охорони праці. На залізницях України до складу апарату управління входить так само голова профспілкової організації залізничників.